# The Changing of Times
The Changing of Times är det tredje albumet från det kristna metalcorebandet Underoath. Albumet släpptes 26 februari, 2002 på Solid State Records.

## Låtlista
1. "When the Sun Sleeps" - 5:33
2. "Letting Go of Tonight" - 1:52
3. "A Message for Adrienne" - 4:37
4. "Never Meant to Break Your Heart" - 3:55
5. "The Changing of Times" - 4:08
6. "Angel Below" - 3:23
7. "The Best of Me" - 3:33
8. "Short of Daybreak" - 2:43
9. "Alone in December" - 5:12
10. "814 Stops Today" - 0:59

## Medverkande
- Alla sånger skrivna av medlemmar i Underoath.
- Christopher Dudley – keyboard
- Octavio Fernandez – kompgitarr
- Aaron Gillespie – trummor, sång
- Timothy McTague – sologitarr
- Billy Nottke – bas
- Dallas Taylor – vokalist
- James Paul Wisner - producent, mixare, tillagda bas-, gitarr- och stråkarrangemang
- Alan Douches - mastering i West Side Studios
- Dean Dydek - assistentingenjör
- Mark Portnoy - truminspelning vid Landmark Productions
- Earl Gillespie - fotografi
- TheHaloFarm - albumdesign